# Alignements de Kerpenhir
Les alignements de Kerpenhir sont un ensemble d'alignements mégalithiques situé à Locmariaquer, dans le Morbihan en France.

## Caractéristiques
Les alignements sont situés sur l'estran de la pointe de Kerpenhir à l'extrémité de Locmariaquer, au bord du goulet de Port-Navalo qui relie le golfe du Morbihan à l'océan : ils ne sont visibles qu'à forte marée basse et sont recouverts d'eau le reste du temps. Les stèles qui les composent sont donc invisibles la plupart du temps. Elles sont couchées, ensablées et recouvertes d'algues.
Les stèles sont réparties en deux groupes. Le groupe le plus au nord, Kerpenhir 1, est situé à 300 m à l'est du menhir de Men Letionec (situé sur la terre ferme) et à une quinzaine de mètres au sud du menhir de Goémorent (également sur l'estran) : il rassemble au moins 135 stèles couchées de 1 à 3 m de long, réparties en plusieurs files sur un espace de 125 m sur 80 m ; la plupart des stèles sont en granite, une pierre distincte du substrat rocheux qui est en migmatite. Le deuxième groupe, Kerpenhir 2, est situé à 100 m à l'est de la pointe de Kerpenhir et rassemble 76 stèles couchées sur 4 ou 5 files, mesurant 150 m de long sur 50 m de large. Les stèles, plus petites que celles de Kerpenhir 1, sont également en granite.

## Historique
Les alignements ont probablement été érigés au Néolithique, il y a 6 500 ans, et étaient alors vraisemblablement situés sur la terre ferme : en 5 000 ans, le niveau moyen de la mer a simplement monté jusqu'à 8 m dans le golfe du Morbihan.
Les alignements sont inscrits au titre des monuments historiques le 24 juillet 2023, avec l'alignement de Men Letionec et le menhir de Goémorent. Depuis 2025, ils forment un site des mégalithes de Carnac et des rives du Morbihan, bien inscrit au patrimoine mondial.